# Solheim Cup 1994
Navigation
1992 1996
La Solheim Cup 1994 est la troisième édition de la Solheim Cup et s'est déroulée du 21 octobre 1994 au 23 octobre 1994 sur le parcours The Greenbrier à White Sulphur Springs en Virginie-Occidentale aux États-Unis. L'équipe américaine remporte la compétition sur le score de 13 à 7.

## Les équipes
| États-Unis        | États-Unis       | Europe            | Europe           |
| ----------------- | ---------------- | ----------------- | ---------------- |
|                   |                  |                   |                  |
| Capitaines        |                  |                   |                  |
| JoAnne Carner     | JoAnne Carner    | Mickey Walker     | Mickey Walker    |
| Joueuse           | Note             | Joueuse           | Note             |
| Donna Andrews     | Rookie           | Helen Alfredsson  | 3e participation |
| Brandie Burton    | 2e participation | Laura Davies      | 3e participation |
| Beth Daniel       | 3e participation | Lora Fairclough   | Rookie           |
| Tammie Green      | Rookie           | Trish Johnson     | 3e participation |
| Betsy King        | 3e participation | Liselotte Neumann | 3e participation |
| Meg Mallon        | 2e participation | Alison Nicholas   | 3e participation |
| Dottie Mochrie    | 3e participation | Catrin Nilsmark   | 2e participation |
| Kelly Robbins     | Rookie           | Dale Reid         | 3e participation |
| Patty Sheehan     | 3e participation | Annika Sörenstam  | Rookie           |
| Sherri Steinhauer | Rookie           | Pam Wright        | 3e participation |

## Compétition

### Vendredi

#### Foursomes
|                                 | Résultats  |                                    |
| ------------------------------- | ---------- | ---------------------------------- |
| Dottie Mochrie/Brandie Burton   | 3 & 2      | Helen Alfredsson/Liselotte Neumann |
| Beth Daniel/Meg Mallon          | 1 up       | Annika Sörenstam/Catrin Nilsmark   |
| Tammie Green/Kelly Robbins      | 2 & 1      | Dale Reid/Lora Fairclough          |
| Donna Andrews/Betsy King        | 2 up       | Laura Davies/Alison Nicholas       |
| Patty Sheehan/Sherri Steinhauer | 2 up       | Trish Johnson/Pam Wright           |
| 2                               | Session    | 3                                  |
| 2                               | Au général | 3                                  |

### Samedi

#### 4 balles meilleure balle
|                                 | Résultats  |                                    |
| ------------------------------- | ---------- | ---------------------------------- |
| Dottie Mochrie/Brandie Burton   | 2 & 1      | Laura Davies/Alison Nicholas       |
| Beth Daniel/Meg Mallon          | 6 & 5      | Annika Sörenstam/Catrin Nilsmark   |
| Tammie Green/Kelly Robbins      | 4 & 3      | Dale Reid/Lora Fairclough          |
| Tammie Green/Kelly Robbins      | 3 & 2      | Trish Johnson/Pam Wright           |
| Patty Sheehan/Sherri Steinhauer | 1 up       | Helen Alfredsson/Liselotte Neumann |
| 3                               | Session    | 2                                  |
| 5                               | Au général | 5                                  |

### Dimanche

#### Simples
|                   | Résultats  |                   |
| ----------------- | ---------- | ----------------- |
| Betsy King        | 2 & 1      | Helen Alfredsson  |
| Dottie Mochrie    | 6 & 5      | Catrin Nilsmark   |
| Beth Daniel       | 1 up       | Trish Johnson     |
| Kelly Robbins     | 4 & 2      | Lora Fairclough   |
| Meg Mallon        | 1 up       | Pam Wright        |
| Patty Sheehan     | 3 & 2      | Alison Nicholas   |
| Brandie Burton    | 1 up       | Laura Davies      |
| Tammie Green      | 3 & 2      | Annika Sörenstam  |
| Sherri Steinhauer | 2 up       | Dale Reid         |
| Donna Andrews     | 3 & 2      | Liselotte Neumann |
| 8                 | Session    | 2                 |
| 13                | Au général | 7                 |